# Quirino Adolfo Schmitz
Quirino Adolfo Schmitz OFM (* 22. November 1918 in Gaspar im brasilianischen Bundesstaat Santa Catarina; † 20. Juli 2007) war ein brasilianischer Ordensgeistlicher und römisch-katholischer Bischof von Teófilo Otoni.

## Leben
Quirino Adolfo Schmitz trat dem Franziskanerorden bei und empfing am 28. November 1943 die Priesterweihe.
Am 22. Dezember 1960 ernannte ihn Papst Johannes XXIII. zum ersten Bischof des neu gegründeten Bistums Teófilo Otoni. Die Bischofsweihe spendete ihm der Apostolische Nuntius in Brasilien, Erzbischof Armando Lombardi, am 25. April des folgenden Jahres. Mitkonsekratoren waren der Bischof von Joinville, Gregório Warmeling, und der Bischof von Dourados, Carlos Schmitt OFM.
Er nahm an allen vier Sitzungsperioden des Zweiten Vatikanischen Konzils als Konzilsvater teil. Außerdem war er Teilnehmer der dritten Generalkonferenz des Lateinamerikanischen Bischofsrates CELAM im Jahr 1979 in Puebla.
Papst Johannes Paul II. nahm am 3. August 1985 seinen vorzeitigen Rücktritt an.